# (29203) Schnitger
(29203) Schnitger (1991 GS10) – planetoida z pasa głównego asteroid okrążająca Słońce w ciągu 4,21 lat w średniej odległości 2,61 j.a. Odkryta 9 kwietnia 1991 roku.